# 豊海村
豊海村（とようみむら）はかつて愛媛県南予地方の東宇和郡にあった村である。

## 沿革
- 1955年3月21日 - 東宇和郡狩江村と同郡俵津村が合併して豊海村となる。
- 1958年1月1日 - 東宇和郡高山村と合併して明浜町となりわずか3年で消滅。